# N-hexaan
n-hexaan is een organische verbinding met als brutoformule C6H14. Het is bij kamertemperatuur een kleurloze ontvlambare vloeistof die onder meer wordt gebruikt als oplosmiddel. Het wordt gewonnen uit aardolie.

## Structuur en eigenschappen

Hexaan

n-hexaan is een verzadigde koolwaterstof en valt binnen de stofklasse der alkanen, in het bijzonder de lineaire alkanen. Andere koolwaterstoffen met zes koolstofatomen zijn cyclohexaan (een cycloalkaan) en benzeen (een aromaat).
n-hexaan is weinig reactief en is een bestanddeel van benzine.

## Isomeren
n-hexaan kent 5 isomeren:
| Verbinding         | Kookpunt (°C) |
| ------------------ | ------------- |
| n-hexaan           | 69            |
| 2,2-dimethylbutaan | 49,7          |
| 2,3-dimethylbutaan | 57,9          |
| 2-methylpentaan    | 61,0          |
| 3-methylpentaan    | 63,15         |

De toename in het atmosferisch kookpunt valt te verklaren uit de afname van het aantal vertakkingen. Een lineaire molecule kan immers meer interacties aangaan met een andere lineaire molecule dan met vertakte. Deze wisselwerking staat bekend als londonkracht.

## Toxicologie en veiligheid
n-hexaan is een schadelijke stof voor de gezondheid, voornamelijk op lange termijn. De acute toxiciteit van de vloeistof is relatief laag, hoewel de damp een milde narcotische werking kan hebben. Het inhaleren van hoge concentraties van de damp kan in eerste instantie een euforisch gevoel opleveren, maar dit wordt gevolgd door slapeloosheid, hoofdpijn en braken.
Wanneer de mens chronisch wordt blootgesteld aan dampconcentraties van 400 tot 600 ppm kan een ontregeling van het perifeer zenuwstelsel optreden. De initiële symptomen zijn tintelingen en krampen in de armen en benen, gevolgd door moeheid en spierverslapping. In ernstiger gevallen wordt atrofie van de spieren vastgesteld, samen met coördinatieverlies en problemen met de ogen. De toxiciteit is niet aan n-hexaan zelf te wijten, maar aan de geoxideerde metaboliet ervan, hexaan-2,5-dion. Dit diketon reageert in het lichaam met de aminogroep in de zijketen van lysine in eiwitten, waardoor de werking ervan verstoord wordt.

## Toepassing
n-hexaan wordt gebruikt om olie op te lossen uit sojabonen bij het productieproces, waardoor in de eindproducten voor menselijke consumptie sporen hexaan zitten. De hoeveelheden die daarbij geconsumeerd worden, zoals waargenomen bij olijfolie onder andere, zitten onder een acceptabele waarde.